# San Miguel del Valle
San Miguel del Valle es un municipio español de la provincia de provincia de Zamora, en la comunidad autónoma de Castilla y León.
Se encuentra enclavado en la comarca de la Tierra de Campos, en la zona noreste de la provincia de Zamora. En su término predominan las suaves llanuras, en las que no suelen superarse los umbrales de los 725-850 m, con presencia de algún otero y cerro testimonial. Como el resto de municipios de su entorno, se trata de un enclave de clara vocación cerealística.

## Historia
Los primeros rastros de poblamiento humano en el municipio datan de época romana, de la cual se tiene constancia de la existencia de una necrópolis tardorromana, con variados objetos fúnebres y votivos.
No obstante, la fundación de San Miguel del Valle se dataría en el siglo XIII, atribuyéndose la misma a pobladores procedentes de Roales de Campos que buscaban un valle más próspero, dedicando la nueva localidad a uno de sus santos, San Miguel, bajo cuya protección se fundó el pueblo. Así, los orígenes de San Miguel del Valle estarían íntimamente ligados a las localidades vecinas de Valdescorriel  y Roales de Campos, que ya estaban documentadas con fechas de 1043 y 1074, respectivamente.
Posteriormente, en el siglo XIV, se atestigua la pertenencia de San Miguel del Valle al alfoz de Valderas, pasando al de Benavente en el siglo XV, concediéndole el conde benaventano carta puebla en el año 1468.
Ya en el siglo XVIII, San Miguel del Valle pasó a ser villa independiente del Ducado de Benavente, hecho que le fue concedido en 1738 por privilegio real.
Finalmente, al crearse las actuales provincias en la división provincial de 1833, San Miguel del Valle quedó encuadrado en la provincia de Zamora, dentro de la Región Leonesa, la cual, como todas las regiones españolas de la época, carecía de competencias administrativas.
Tras la constitución de 1978, San Miguel del Valle pasó a formar parte en 1983 de la comunidad autónoma de Castilla y León, en tanto municipio perteneciente a la provincia de Zamora.

## Geografía humana

### Demografía
Cuenta con una población de 119 habitantes (INE 2024).
| Gráfica de evolución demográfica de San Miguel del Valle entre 1842 y 2021                                            |
| |
| Población de derecho según los censos de población del INE. Población de hecho según los censos de población del INE. |

## Símbolos
El pleno del ayuntamiento de San Miguel del Valle, en sesión celebrada el 3 de mayo de 2001, acordó aprobar el escudo heráldico y la bandera municipal, con la siguiente descripción:
- Escudo terciado en barra. 1º de plata San Miguel de gules. 2º de azur. 3º de oro haz de tres espigas de sinople. Al timbre corona real cerrada.
- Bandera rectangular, de proporciones 2:3, formada por una franja diagonal azul de 1/3 del ancho, siendo blanco el triángulo del asta y amarillo el del batiente.

## Patrimonio

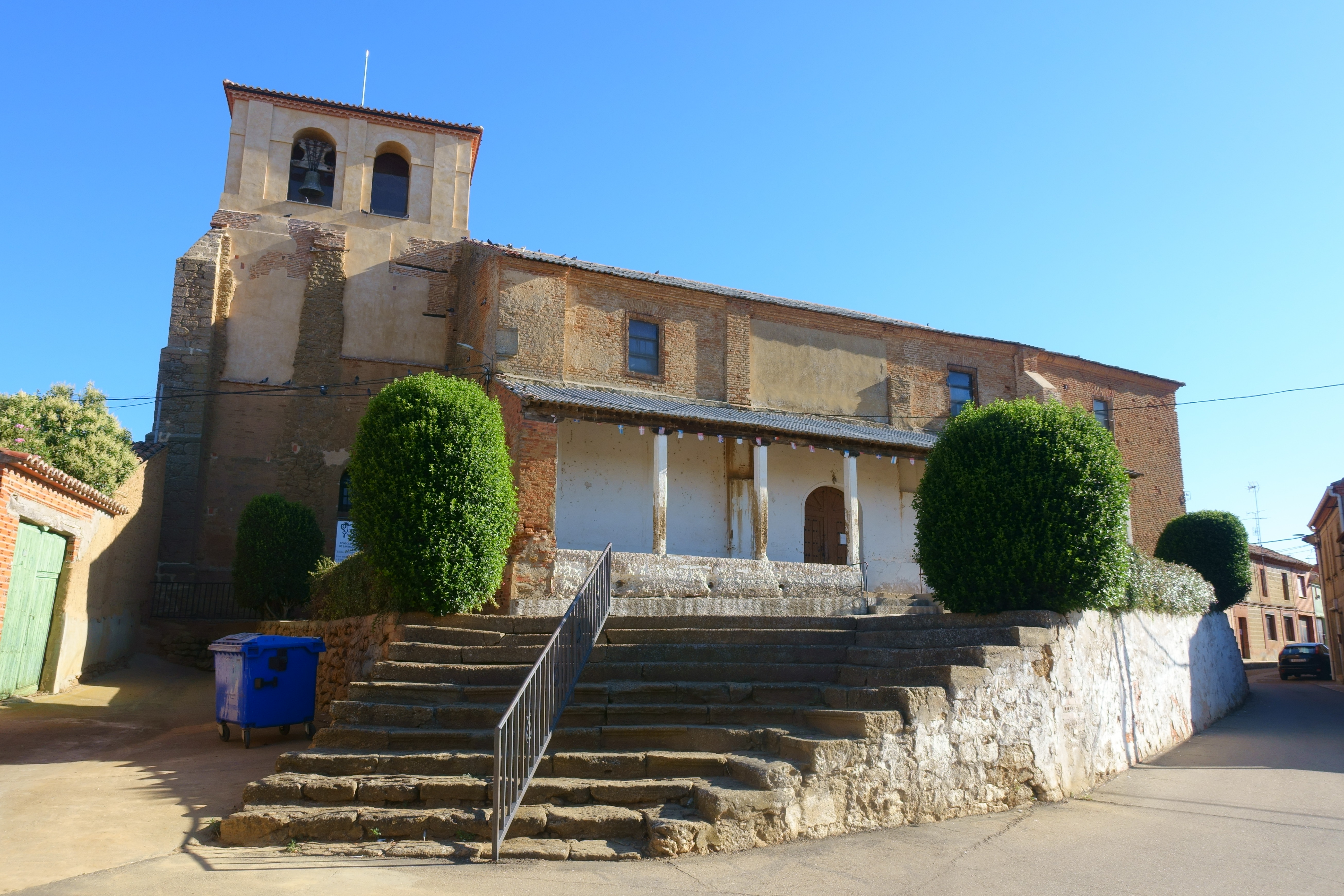
Iglesia de San Miguel.

- Iglesia parroquial de San Miguel Arcángel, construida con los materiales tradicionales de la zona: el barro en forma de tapial y el ladrillo. Entre las obras de arte que cobija cabe destacar el venerado Santo Cristo de las Aguas, y el retablo mayor neoclásico.
- Puente sobre el Cea, junto a las ruinas de un antiguo molino, se alza el viejo puente de ojos redondos y plataforma alomada.

## Fiestas
Festejan a la Virgen de “La Torrica” (sábado anterior al lunes de Pentecostés), llevando en procesión la imagen hasta las orillas del río Cea. También festejan al Santo Cristo de las Aguas (tercer fin de semana de septiembre), con encierro por el campo, vaquillas y fuegos artificiales.